# Circuit de Porto
El Circuit de Boavista, també anomenat Circuit de Porto, era un circuit de carreres urbà on es van arribar a disputar curses de Fórmula 1.
El circuit estava ubicat a Porto, Portugal, i s'utilitzà en dues ocasions per celebrar-hi el Gran Premi de Portugal de la Fórmula 1.
El traçat començava a davant del port, a l'Esplanada do Rio de Janeiro, continuava per l'Avenida da Boavista (a causa d'això el circuit també s'anomena així) i després travessava petits barris residencials fins a tornar cap a la línia de meta.
La carrera del 1960 va ser l'última a disputar-s'hi, i va ser molt dura, ja que només quatre cotxes van finalitzar a menys de 5 voltes del guanyador, Jack Brabham.
Actualment està tenint una revifalla, havent-s'hi disputat curses del Campionat del món de Turismes (2007).

## Història a la Fórmula 1
| Temporada | Data       | Pilot guanyador | Equip guanyador | Resum     |
| --------- | ---------- | --------------- | --------------- | --------- |
| 1960      | 14 d'agost | Jack Brabham    | Cooper - Climax | Resultats |
| 1958      | 24 d'agost | Stirling Moss   | Vanwall         | Resultats |